# Patrick McQuaid

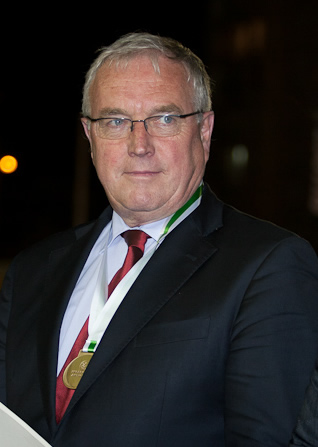
Pat McQuaid (2008)

Patrick "Pat" McQuaid, nacido el 5 de septiembre de 1949 en Dublín, es un exciclista irlandés. Años después de retirarse, fue presidente de la Unión Ciclista Internacional (UCI), desde el 23 de septiembre de 2005 hasta el 27 de septiembre de 2013.

## Biografía
McQuaid proviene de una familia de ciclistas. Su padre, Jim McQuaid y su hermano Keiron también fueron ciclistas.

### Carrera deportiva
Compitió entre 1966 y 1982, empezando como amateur para al final de su carrera deportiva, convertirse en profesional y competir a nivel internacional.
Fue campeón de Irlanda en ruta en 1974 y de carreras en su país como el Tour de Irlanda (1975 y 1976).
Ya cerca del final de su carrera (1978-1979), corrió para el equipo profesional británico Viking-Campagnolo.
McQuaid llegó a coincidir con un joven Sean Kelly. En algunas ocasiones fueron compañeros en el equipo nacional de Irlanda durante la década de 1970. Ambos tenían la esperanza de ser seleccionados para competir en los Juegos Olímpicos de 1976, pero fueron excluidos después de correr de incógnito y ser descubiertos en una carrera en Sudáfrica, cuando ese país era entonces objeto de un boicot en el deporte debido a su política de apartheid.

### Dirigente deportivo
Tras el final de su carrera deportiva, Patrick McQuaid, continuó involucrado en el ciclismo al convertirse en 1985 en organizador de carreras. Fue el promotor de carreras en Asia como el Tour de Langkawi, el Tour de China y el Tour de Filipinas.
Además de esta actividad, fue entrenador de la Federación de Ciclismo de Irlanda (1983-1986) y finalmente Presidente de la misma Federación (1994-1998).
En 1998 fue elegido para representar a Irlanda en la Unión Ciclista Internacional (UCI). Miembro del Consejo de esta organización, desde entonces, él era Presidente de la Comisión Vial (1998-2005), antes de ser elegido Presidente de la UCI en 2005.

### Presidente de la UCI
Como presidente de la UCI, Patrick McQuaid, ha estado comprometido en la lucha contra el dopaje y en expandir el ciclismo a todos los continentes, creando carreras para el UCI WorldTour como el Tour de Pekín (China) y los Grandes Premios de Quebec y Montreal (Canadá).
Durante su presidencia uno de los hechos más destacados fue el duro enfrentamiento con los organizadores de las Grandes Vueltas, Amaury Sport Organisation (Tour de Francia y el 49 % de la Vuelta a España), RCS Sports (Giro de Italia) y Unipublic (51 % de la Vuelta a España).

## Palmarés
| 1970 - 1 etapa del Tour de Irlanda 1974 - Campeonato de Irlanda en Ruta - 2 etapas del FBD Insurance Rás - 1 etapa del Tour de Irlanda 1975 - 2 etapas del Rapport Toer - Tour de Irlanda, más 1 etapa | 1976 - Tour de Irlanda 1980 - 1 etapa del FBD Insurance Rás |